# Месје 94
Месје 94 (М94) је спирална галаксија у сазвежђу Ловачки пси која се налази у Месјеовом каталогу објеката дубоког неба.
Деклинација објекта је + 41° 7' 17" а ректасцензија 12h 50m 53,1s. Привидна величина (магнитуда) објекта М94 износи 8,1 а фотографска магнитуда 8,9. Налази се на удаљености од 5,125 милиона парсека од Сунца. М94 је још познат и под ознакама NGC 4736, UGC 7996, MCG 7-26-58, IRAS 12485+4123, CGCG 216-34, CGCG 217-1, PGC 43495.